# 邱德群
邱德群（1949年—），汉族，中华人民共和国政治人物、第十一届全国政协委员。
加入中国共产党，担任海南省政协副主席、党组副书记、海南省委统战部原部长。2008年，当选第十一届全国政协委员，代表特别邀请人士，分入第五十八组。